# كرة اليد
كرة اليد هي رياضة جماعية يتبارى فيها فريقان لكل منهما 7 لاعبين (6 لاعبين وحارس مرمى). يمرر اللاعبون الكرة فيما بينهم ليحاولوا رميها داخل مرمى الخصم لإحراز هدف. وتتألف مباريات كرة اليد من شوطين مدة كل منهما 30 دقيقةً، اما الفريق الذي يتمكن من تسجيل أكبر عدد من الأهداف في مرمى الخصم في نهاية شوطي المباراة فهو الفريق الفائز.
في الوقت الحالي، عادةً ما تقام مباريات كرة اليد في صالات داخلية مخصصة لذلك، على العكس من كرة اليد التي كانت في الماضي تقام في أماكن خارجية، مثل كرة المضرب التي تقام على ملعب كرة القدم وكرة اليد الشاطئية. وكرة اليد الأمريكية تختلف تمامًا عن كرة اليد الأوروبية.
عند بدء المباراة، يتحرك اللاعبون بسرعة كبيرة ويحدث احتكاك جسدي فيما بينهم حينما يحاول مدافعو كل فريق التصدي لهجمات لاعبي الخصم ومنعهم من الاقتراب من المرمى. والاحتكاك بين اللاعبين غير مسموح إلا إذا كان مدافع أحد الفريقين في مواجهة تامة مع أحد مهاجمي الخصم؛ أي كان بين المهاجم والمرمى. وأي احتكاك جانبي أو من الخلف يعتبر مخالفًا لقواعد اللعب ويترتب عليه جزاءات صارمة. وإذا منع مدافع فريق المهاجم من الوصول إلى المرمى لإحراز هدف، يقوم الحكم بإيقاف المباراة عند هذه النقطة وتستأنف من جديد والكرة مع لاعبي الهجوم بدايةً من نقطة المخالفة أو من على الخط الذي يبعد عن المرمى بمسافة 9 م. وفي حين أنه يسمح للاعبي كرة السلة بارتكاب 5 مخالفات فقط (6 مخالفات وفقًا للاتحاد القومي لكرة السلة)، فمن حق لاعبي كرة اليد ارتكاب عدد غير محدود من المخالفات التي تكون في صالح الدفاع، ولكنها في الوقت نفسه تؤثر على الحركة الإيقاعية للمهاجمين.
أما عن عدد مرات إحراز الأهداف في كرة اليد، فمن حق كل فريق إحراز 20 هدفًا على الأقل. ولذا، ليس من الغريب أن تكون نتيجة المباراة 33 نقطةً في مقابل 31.بيد أن هذا لم يكن موجودًا في تاريخ اللعبة. فقديمًا، كان عدد أهداف كرة اليد أشبه بتلك الخاصة برياضة الهوكي على الجليد. ولكنه مع تطور أساليب الهجوم، وعلى الأخص استخدام الهجمات المضادة (الهجمات الخاطفة) بعد فشل فريق الخصم في شن هجمات، زاد معدل إحراز الأهداف.

## نبذة تاريخية عن أصل اللعبة وتطورها

تساوت أبعاد أحد
ملاعب كرة اليد التي كان يلعبها 10
لاعبين في الدورة الأولمبية التي أقيمت في صيف 1936 أبعاد ملعب كرة القدم آنذاك.

كرة اليد من الألعاب الرياضية القديمة التي مرت بمراحل عديدة ومتلاحقة.
قديمًا، ظهرت ألعاب شبيهة بكرة اليد في القرون الوسطى في فرنسا وبين شعب الإسكيمو بجزيرة غرينلاند وفي أفريقيا القديمة؛ خاصةً في مصر في عهد الفراعنة. وبحلول القرن التاسع عشر، ظهرت العديد من الألعاب الشبيهة بكرة اليد في شكلها الحالي في العديد من الدول المختلفة، مثل لعبة håndbold بالدانمارك ولعبة hazena بجمهورية التشيك ولعبة hádzaná بسلوفاكيا ولعبة gandbol بأوكرانيا ولعبة torball بألمانيا وألعاب مماثلة بأوراجوي.
وفي الأصل، تشكلت لعبة كرة اليد في صورتها الحالية في نهاية القرن التاسع عشر في أوروبا الشمالية؛ خاصة في الدانمارك وألمانيا والنرويج والسويد. وكان لـ«هولجر نيلسن» الدانماركي الفضل في رسم قواعد لعبة كرة اليد (håndbold) في شكلها الحالي في عام 1898، وقام بنشرها في عام 1906. كما قام بالشيء نفسه «آر إن إرنست» في عام 1897.
وفي 29 من شهر أكتوبر عام 1917، قام كل من «ماكس هيزر» و«كارل شيلينز» و«إريك كوناي» من ألمانيا بنشر مجموعة أخرى من القواعد الخاصة برياضة كرة اليد الجماعية. وبعد عام 1919، طور هذه القواعد «كارل شيلينز». ولقد طُبقت القواعد أول مرة في مباراة كرة اليد للرجال التي أقيمت في عام 1925 بين ألمانيا وبلجيكا وفي مباراة كرة اليد للنساء في عام 1930 بين ألمانيا والنمسا.
وفي عام 1926، قام المجلس التشريعي في الاتحاد الدولي للرياضيين الهواة بتكليف لجنة متخصصة لرسم القواعد الدولية التي تنظم مباريات كرة يد الملعب. وفي عام 1928، تشكل الاتحاد الدولي لهواة كرة اليد، بينما تشكل الاتحاد الدولي لكرة اليد في عام 1946.
وأقيمت أول مباريات كرة يد الملعب للرجال في دورة الألعاب الأولمبية الصيفية 1936 في برلين بناءً على طلب الزعيم «أدولف هتلر». وبعد ذلك، عادت اللعبة من جديد كواحدة من الرياضات الجماعية المقامة في دورة الألعاب الأولمبية الصيفية 1972 في ميونيخ. كما أقيمت مباراة كرة يد جماعية للسيدات في دورة الألعاب الأولمبية الصيفية 1976.
ولقد نظم الاتحاد الدولي لكرة اليد بطولة العالم للرجال في كرة اليد عام 1938 التي كانت تعقد كل 4 سنوات (وأحيانًا كل 3 سنوات) منذ الحرب العالمية الثانية وحتى عام 1995. ومنذ بطولة العالم التي عقدت في أيسلندا في عام 1995، أصبحت المسابقة تعقد كل سنتين. أما عن بطولة العالم للسيدات في كرة اليد، فكانت تقام منذ عام 1957. كما نظم الاتحاد الدولي لكرة اليد العديد من البطولات العالمية للناشئين من السيدات والرجال.
وبحلول شهر فبراير عام 2007، بلغ عدد الأعضاء بالاتحاد الدولي لكرة اليد 159 عضوًا – نحو 1.130.000 فريق و31 مليون لاعب ومدرب وإداري وحكم، وذلك بعد 2222 دول.

## قواعد اللعبة
جميع المعلومات الواردة في هذا الجزء تمثل  والمتعارف عليها دوليًا وفقًا للاتحاد الدولي لكرة اليد، ما لم يذكر خلاف ذلك.

### الملعب
تقام مباراة كرة اليد على ملعب طوله 40 متر وعرضه 20 متر، ويقع الخط في المنتصف. ويوجد في الملعب مرميان يحاط كل منهما بمساحة شبه دائرية تقريبًا تعرف بمنطقة المرمى، والتي تحدد بخط يبعد بمسافة 6 أمتار عن المرمى. كما يوجد خط شبه دائري على هيئة نقاط يبعد عن المرمى بمسافة 9 أمتار، ويعرف هذا الخط بـ «خط الرمية الحرة». وكل خط في الملعب يعد ظهر الشبكة الأصلية لتعزيزها.

#### مرمى الهدف
كل مرمى هو مساحة مستطيلة الشكل وعرضها 3 أمتار، وارتفاعها مترين، وينبغي أن يثبت المرمى بالملعب أو بحائط من الخلف.
وتكون قوائم المرمى والعارضة مصنعة من المادة نفسها (على سبيل المثال،الحديد)، وتكون ذات مقطع عرضي تربيعي بواجهة تبلغ 8.5 سنتيمتر. وينبغي أيضًا طلاء الجوانب الثلاثة للعوارض البارزة من الملعب بالتبادل بلونين مختلفين عن لون الخلفية. وينبغي طلاء كلا المرميين داخل الملعب باللون نفسه.
وكل مرمى يحتوي على شبكة. ويجب أن تكون الشبكة متراخية حتى لا ترتد الكرة التي تدخل هدفًا إلى الخارج مباشرةً. وإذا لزم الأمر، يتم تثبيت شبكة أخرى بالمرمى.

#### منطقة المرمى
يحاط مرمى الهدف من الخارج بمنطقة تعرف بمنطقة المرمى، وتتحدد هذه المنطقة بواسطة دائرتي الربع، ويوجد حول الزوايا البعيدة لكل قائم في المرمى شعاع يبلغ طوله 6 أمتار وخط وصل موازٍ لخط المرمى، يعرف بخط السبعة أمتار. ولا يسمح إلا لحارس المرمى بالتواجد في هذه المنطقة. بيد أنه يمكن لأي لاعب مسك الكرة ولمسها في الهواء داخل حدود هذه المنطقة طالما أنه بدأ قفزته خارج حدود المنطقة ورمى الكرة قبل نزوله على الأرض.
وإذا لمس اللاعب أرض الملعب داخل منطقة المرمى، ينبغي أن يسلك أقصر طريق للخروج من هذه المنطقة. إلا أنه إذا تعمد أحد اللاعبين تجاوز هذه المنطقة حتى يتخذ موقعًا أفضل يمكنه من تسجيل هدف داخل مرمى الخصم، ففي هذه الحالة تكون الكرة من حق لاعبي الخصم. وبالمثل، إذا تعمد أحد المدافعين تجاوز هذه المنطقة محاولاً اتخاذ موقع أفضل على أرض الملعب، فسيجازى على ذلك لأنه خالف قواعد اللعب.ويجب ان يحترز لاعب الخصم

#### منطقة تبديل اللاعبين
تقع منطقة تبديل اللاعبين لكل فريق خارج جانبي خط المنتصف على أرض الملعب. وعادةً ما تحتوي هاتان المنطقتان على مقاعد. يجلس على هذه المقاعد مدربا الفريقين ولاعبو الاحتياط والموقوفون. وكل منطقة تبديل ينبغي أن تكون قريبة من المرمى الخاص بكل فريق. وفي أثناء فترة الاستراحة ما بين الشوطين، تُبدّل هاتين المنطقتين بين الفريقين. وعلى كل لاعب يدخل الملعب أو يخرج منه تجاوز خط التبديل الذي يعتبر جزءًا من الخط الجانبي للملعب ويمتد بمسافة 4.5 متر؛ بدايةً من خط المنتصف ووصولاً إلى المنطقة الجانبية الخاصة بكل فريق.

### زمن المباراة

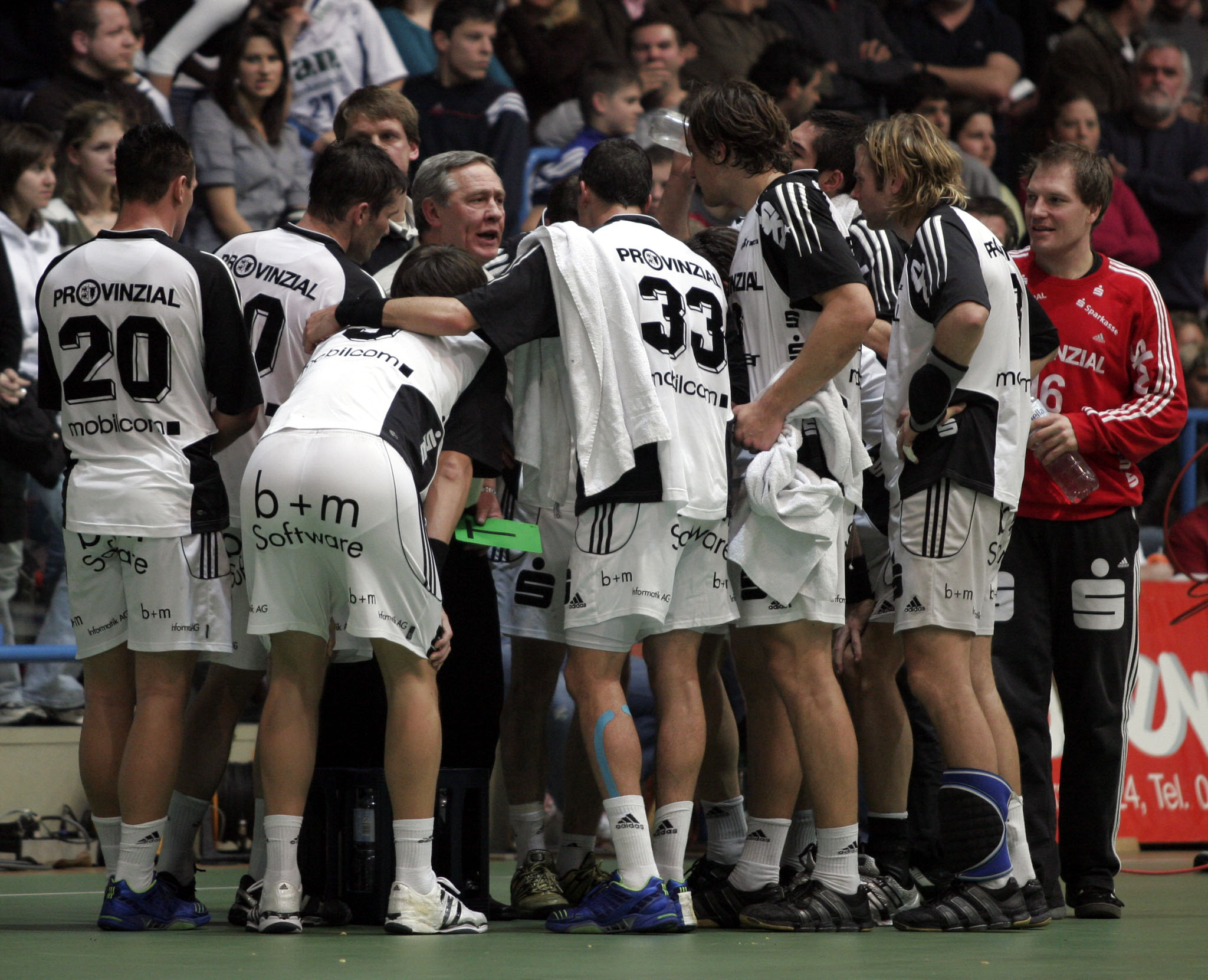
وقت مستقطع

تتألف مباراة كرة اليد من شوطين مدة كل منهما 30 دقيقةً، وذلك بالنسبة لجميع الفرق من سن السادسة عشرة وما فوق، مع وجود استراحة بين الشوطين مدة 10 دقائق. وفي أثناء فترة الاستراحة، ربما يتبادل الفريقان جانبي الملعب والمقاعد. وبالنسبة للناشئين، يكون زمن المباراة كالآتي:
- 2 × 25 دقيقة من سن 12 إلى 16
- 2 × 20 دقيقة من سن 8 إلى 12

ومع ذلك، فإن الاتحادات القومية في بعض الدول قد تختلف فيما بينها من حيث تنفيذ الإرشادات والقواعد المتفق عليها رسميًا.
إذا كان من الضروري تحديد الفريق الفائز في التصفيات النهائية لإحدى الدورات يُمدّد الوقت لشوطين إضافيين في حالة التعادل، مدة كل منهما 5 دقائق بينهما فترة استراحة مدة 1 دقيقة. وإذا انتهى الشوطان الإضافيان بالتعادل أيضًا، يُضاف شوطين إضافيين آخرين مدة كل منهما 5 دقائق، وإذا استمر التعادل، م بإعطاء وقت مستقطع وفقًا لتقديرهم الشخصي، وعادةً ما تكون الأسباب إصابة أحد اللاعبين أو الاستبعاد أو الطرد أو تنظيف أرض الملعب. كما يتطلب مع الرميات الترجيحية فقط منح وقت مستقطع لأن تغيير حراس المرمى يستقطع وقتًا طويلاً من الوقت المخصص لتنفيذها.
ويحق منح وقت مستقطع لكل فريق بناءً على طلبه مدة 1 دقيقة في كل شوط من وقت اللعب الاعتيادي. وهذا الحق لا يعطى إلا للفريق المستحوذ على الكرة. ويجب على إداري الفريق الذي يرغب في الحصول على الوقت المستقطع الإشارة بوضوح بالبطاقة الخضراء المكتوب عليها حرف T بالأسود. وبعد ذلك يتجه إلى منتصف الخط الجانبي ويرفع البطاقة الخضراء عاليًا وبطريقة واضحة تمامًا، يمكن للميقاتي تمييزها مباشرة. وعلى الفور، يصفر الميقاتي ليعلن عن وقف المباراة وإيقاف الوقت،

### الحكام
يقود مباراة كرة اليد اثنان من الحكام. وبعض الهيئات القومية تسمح بإقامة المباراة في وجود حكم واحد فقط في حالات خاصة، كأن يُصاب الحكم الثاني بمرض يمنعه من المشاركة في المباراة قبل بدء المباراة بوقت قصير، وإذا أُصيب أحد الحُكّام في المباراة يُستبدل الحكمان بحكمان آخران لاستكمال المباراة. وفي حالة ما إذا اختلف الحكمان في أيّة مسألة تتعلق بالمباراة، فيجري التوصل فيما بينهما إلى قرار بعد أخذ وقت مستقطع لفترة قصيرة. وإذا أعطى الحكمان قرارًا في آن واحد معًا في حق الفريق المخالف واختلفا حول نوع العقوبة، فإن عليهما توقيع العقوبة القصوى. وعلى حكمي المباراة اتخاذ القرارات الصائبة بناءً على ملاحظاتهما بشأن سير المباراة. وتكون قراراتهما حاسمة لا رجعة فيها، ولا يعاد النظر فيها إلا إذا كانت خارجة عن قواعد اللعب.
ويقف الحكمان على أرض الملعب؛ بحيث يستطيعان مراقبة اللاعبين من جميع الجوانب. ويقفان في وضع مائل في مواجهة قطر الملعب، حتى يتسنّى لكل منهما مراقبة سير المباراة على أحد الخطوط الجانبية للملعب. ويحدث تبادل تلقائي بين موقعيهما عندما يفقد اللاعبون الاحتفاظ بالكرة. كما يقوم الحكمان بتبديل مواقعهما كل 10 دقائق تقريبًا (تبديل طويل)، ويقومان بتغيير أماكنهما على جانبي الملعب كل 5 دقائق (تبديل قصير)، أو حين يقوم أحد الحكام باحتساب أكثر من قرار على نفس الفريق في وقت قصير وخاصة إذا كان ضمن هذه القرارات احتساب أكثر من رمية 7 أمتار متتالية على نفس الفريق فيقومان بالتبديل للشفافية.
ولقد حدد الاتحاد الدولي لكرة اليد 17 إشارةً يدويةً حتى يكون هناك اتصال مرئي بين اللاعبين والحكام على أرض الملعب. ويُخرِج الحكم الكرت الأصفر لينذر اللاعب الذي ارتكب مخالفةً يمكن التسامح عنها، بينما يخرج البطاقة الحمراء، لطرد اللاعب الذي ارتكب خطأً جسيمًا يستحيل معه أن يستأنف المباراة. كما يطلق الحكم صفارته في حالة ما إذا حدثت مخالفات أثناء المباراة من جانب اللاعبين أو ليعلن استئناف اللعب.
وإلى جانب حكمي المباراة، هناك أيضًا مسجل الأهداف  والميقاتي وهما يختصان بالقيام ببعض المهام الرسمية مثل إفساح الطريق المؤد للمرمى حتى يتمكن اللاعبون من إحراز الأهداف وإيقاف المباراة لفترة أو بدئها والإعلان عن انتهاء الوقت على الترتيب. وعليهما أيضًا مراقبة المقاعد التي يجلس عليها لاعبو الاحتياط حتى يتسنّى لهما إخطار حكمي المباراة بأي أخطاء تحدث أثناء استبدال اللاعبين. ويجلسان بين منطقتي تبديل اللاعبين.
ويمكن وجود ثلاث حكام عن المباريات القوية.

### اللاعبون والبدلاء والإداريون
يتألف كل فريق لكرة اليد من 7 لاعبين أساسيين و5 لاعبين احتياطيين ـ على الأكثر ـ يجلسون على مقاعد الاحتياط. ويعين من كل فريق لاعب لحراسة المرمى يرتدي زيًا مختلفًا عن بقية لاعبي الفريق. وليس هناك عدد معين لتبديل اللاعبين، كما أن عملية التبديل تحدث في أي وقت على مدار وقت المباراة. وينبغي أن يحدث الاستبدال على خط التبديل المخصص لذلك. ولا يتحتم إخطار الحكم بذلك.
وهناك بعض الهيئات القومية، مثل الاتحاد الألماني لكرة اليد (DHB, "german handball federation")، لا تسمح بالتبديل لفرق الناشئين إلا في حالة استحواذ الكرة أو في أثناء الوقت المستقطع. وهذه القاعدة تحول دون إمكانية تقسيم اللاعبين إلى مهاجمين ومدافعين قبل بدء المباراة.

#### اللاعبون
يسمح للاعبي كرة اليد بلمس الكرة بأي جزء من أجسامهم بدايةً من الركبة وحتى الرأس. وكما هو الحال في الرياضات الجماعية الأخرى، فإن هناك فرقًا بين مسك الكرة وتنطيط الكرة. فاللاعب المستحوذ على الكرة يمكن أن يثبت في مكانه مدة 3 ثوانٍ فقط، ولا يحق له أن يمشي بالكرة أكثر من 3 خطوات. وبالتالي، يتعين عليه تصويب الكرة ناحية المرمى أو تمريرها للاعب آخر أو تنطيطها. وإذا مشى اللاعب بالكرة أكثر من 3 خطوات، فيكون بذلك قد خالف قواعد اللعب مما يؤدي إلى فقدان حقه في الاحتفاظ بالكرة. ويسمح للاعب بتنطيط الكرة أكثر من مرة حسبما يشاء طالما أن يده تلمس الجزء العلوي من الكرة فقط في أثناء تنطيطها. ولذا، فإنه غير مسموح لأي لاعب حمل الكرة عند تمريرها كما هو الحال في كرة السلة لأنه ينتج عن ذلك فقدان حقه في الاحتفاظ بالكرة. وبعد انتهاء اللاعب من تنطيط الكرة، فمن حقه الاحتفاظ بالكرة مدة 3 ثوانٍ أخرى أو المشى بها للأمام بمقدار 3 خطوات. وعلى اللاعب، بعد ذلك، تمرير الكرة أو تصويبها نحو الهدف لأنه إذا استمر في مسك الكرة أو تنطيطها، يحق للخصم خطف الكرة من يده نتيجة لقيام اللاعب بتنطيط مزدوج للكرة ويحق للخصم الحصول على رمية حرة. كما قد يتسبب لاعبو الهجوم في العديد من المخالفات لقواعد اللعب والتي يترتب عليها حق الخصم في خطف الكرة، مثل ارتكاب عمل حاجز غير قانوني لمنع الخصم من اللعب أو حمل الكرة في المنطقة التي تبعد عن المرمى بمسافة 6 أمتار.

### الكرة

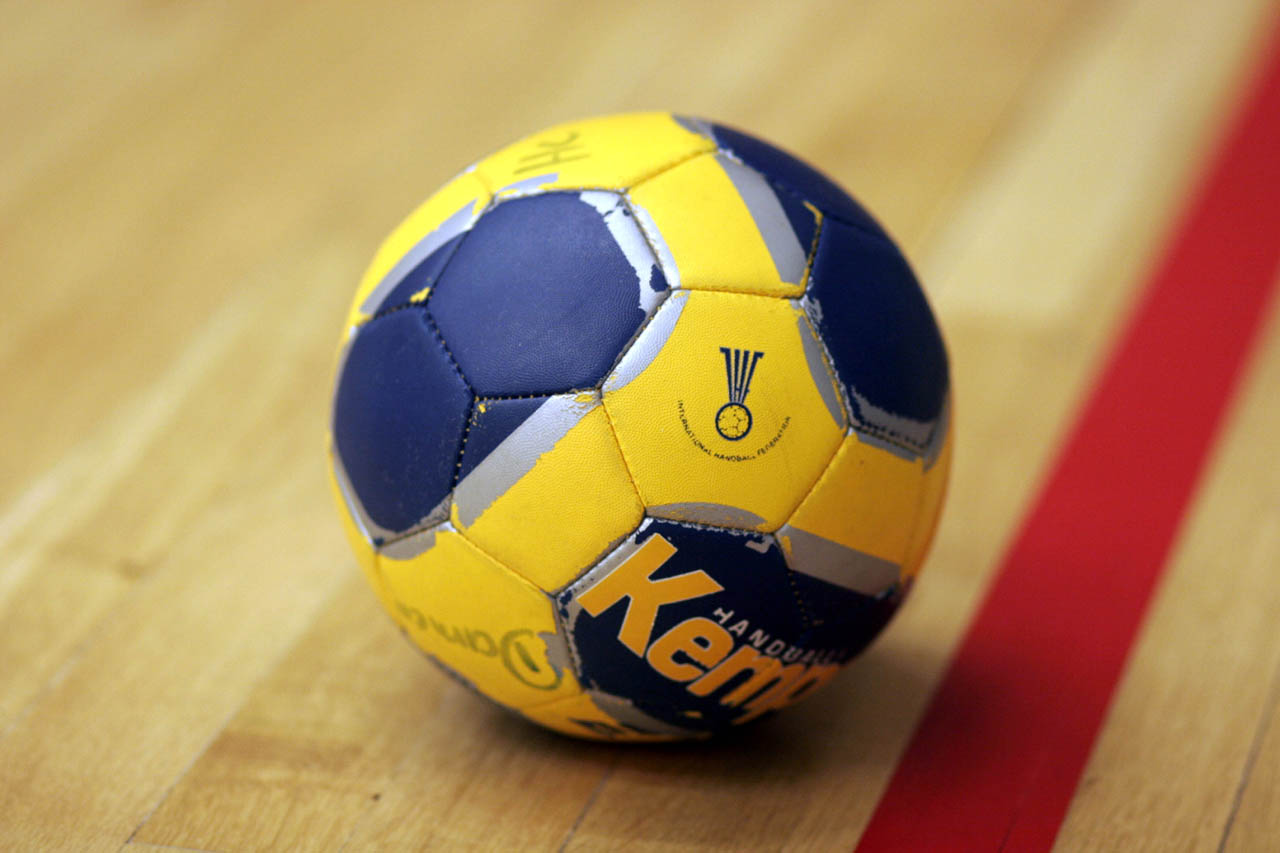
كرة يد

كرة اليد كتلة كروية ;مادتها الخارجية لامعة أو ملساء. وحيث أنها تستخدم بيد واحدة فقط، فإن الأحجام المتعارف عليها رسميًا تختلف تبعًا لسن وجنس الفرق المشاركة.
| حجم الكرة | المستخدمة من جانب:                                                             | محيط الكرة (بالسنتيمترات) | وزن الكرة (بالجرامات) |
|           | الرجال والشباب الناشئين أكبر من 16 سنة                                         | 58-60                     | 425-475               |
|           | السيدات والناشئين من الرجال أكبر من 12 سنة والناشئات من السيدات أكبر من 14 سنة | 25-375                    |                       |
| I         | الناشئين أقل من 8 سنوات                                                        |                           |                       |

استخدام منتج راتنجي لتطوير الكرة المستخدمة في كرة اليد وعادةً ما تُدهن الكرة بالراتينج، على الرغم من أن ذلك غير منصوص عليه رسميًا. فمادة الراتينج تزيد من قدرة اللاعبين على التعامل مع الكرة بيد واحدة، مثل جعل الكرة تدور في حركة دائرية عند قيام اللاعبين بعمل تصويبات رائعة نحو الهدف. بيد أن بعض ساحات اللعب الداخلية تمنع من معالجة كرة اليد بالراتينج؛ نظرًا لأنها تخلف وراءها بقعًا لاصقة على أرض الملعب.

### أنواع الرميات
قد يمنح حكما المباراة رمية خاصة لأي الفريقين. وهذا عادةً ما يحدث في حالات معينة، مثل إحراز هدف وخروج الكرة خارج حدود الملعب وخطف الكرة وعقب انتهاء الوقت المستقطع، وما إلى ذلك. وفي جميع هذه الرميات، ينبغي لرامي الكرة أن يتخذ موقعًا معينًا على أرض الملعب، كما ينبغي أيضًا لباقي اللاعبين اتخاذ مواقع معينة. وفي بعض الأحيان، لا يقوم اللاعب بتنفيذ الرمية إلا بعد سماع صفارة الحكم.
رمية البداية
يقوم اللاعب برمي الكرة من منتصف الملعب. ولا بد أن يلمس خط المنتصف بقدم واحدة، وعلى باقي اللاعبين التواجد في نصف الملعب الخاص بفريقهم. وعلى لاعبي الدفاع الابتعاد عن رامي الكرة بمسافة لا تقل عن 3 أمتار. وتحدث هذه الرمية في بداية كل شوط وعقب قيام الفريق المنافس بإحراز هدف. ولا بد أن يمرر الحكم الكرة للاعب الذي سيقوم بهذه الرمية.
ولقد أُدخل مفهوم «رمية البداية السريعة» في كرة اليد الحديثة؛ وهي تعني أن المباراة تستأنف في الحال عندما يقوم الحكم برمي الكرة للاعب الفريق الذي انطبقت عليه الشروط وأصبح من حقه تنفيذ هذه الرمية. وجدير بالذكر أن معظم الفرق تحاول الاستفادة من هذه القاعدة حتى يتسنى لها إحراز الأهداف بسهولة ودون عناء قبل أن يحصل الخصم على الوقت الكافي لتشكيل خط دفاع ثابت عقب نجاحه في إحراز عدد لا بأس به من الأهداف.
رمية التماس
تحتسب رمية التماس على آخر فريق لمس الكرة عند خروج الكرة عن الخط الجانبي أو عند ملامستها لسقف الملعب. وإذا خرجت الكرة عن خط المرمى الخارجي، لا تمنح رمية التماس إلا إذا كان لاعبو الدفاع هم آخر من لمس الكرة. وينبغي للاعب قبل تنفيذ رمية التماس أن يضع قدمه على أقرب خط خارجي خرجت منه الكرة. وينبغي أن يبتعد لاعبو الدفاع بمسافة 3 أمتار. بيد أنه في الوقت نفسه يسمح لهم بالوقوف خارج منطقة مرماهم مباشرةً حتى إذا كانت المسافة أقل.
رمية المرمى
تحتسب رمية المرمى إذا تجاوزت الكرة خط المرمى الخارجي وكان آخر من لمسها مهاجم أو حارس المرمى المدافع. وهذه الرمية هي أشهر الرميات التي تعطي للخصم الحق في خطف الكرة. ويقوم حارس المرمى برميها من داخل منطقة المرمى.
الرمية الحرة
تحتسب الرمية الحرة في حالة دخول الملعب أو الخروج منه بطريقة مخالفة للقانون أو أداء رمية التماس بطريقة غير قانونية أو حدوث مخالفات من قبل اللاعبين داخل الملعب أو تعمد جعل الكرة خارج الملعب.
وتؤخذ الرمية الحرة مباشرةً من مكان المخالفة على ألا يكون أحد المهاجمين ملامسًا أو متجاوزًا لخط الرمية الحرة الخاص بالخصم. وإذا حدث
ذلك، تُرمى الرمية الحرة من أقرب نقطة لخط الرمية الحرة. والرميات الحرة في كرة اليد تشبه الضربات الحرة في كرة القدم. ويمكن تسجيل هدف مباشرة من الرمية الحرة، ولكن قد تبوء هذه المحاولة بالفشل إذا قام الفريق الآخر بتنظيم خط دفاع قوي.

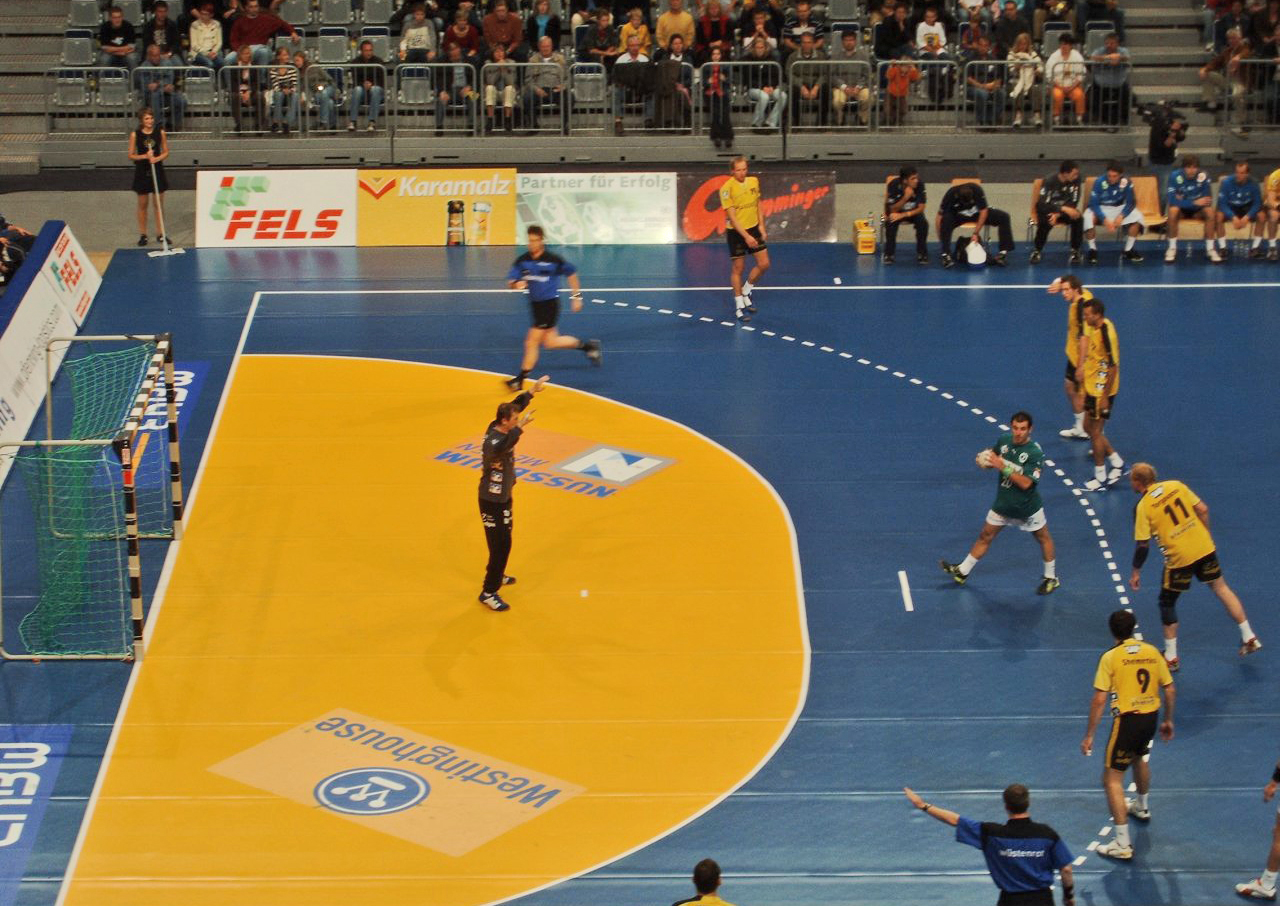
رمية على بُعد 7 متر من المرمى

رمية الجزاء
تحتسب رمية الجزاء عندما يقوم أحد لاعبي الدفاع أو الإدرايين أو المتفرجين بتفويت فرصة حقيقة للفريق الآخر في تسجيل هدف تسجيلًا غير قانوني، وهي على مسافة 7 أمتار من المرمى. كما تحتسب هذه الرمية في حالة ما إذا تسبب أحد الحكمين في اعتراض فرصة قانونية لإحراز هدف لسبب أو لآخر. ويتقدم الرامي خطوة للأمام مع وضع أحد قدميه على الخط الذي يبعد عن المرمى بمسافة 7 أمتار، ولا يوجد بينه وبين المرمى سوى حارس مرمى الخصم. وينبغي أن يبعد حارس المرمى عن رامي الكرة بمسافة 3 أمتار تُحدد بعلامة صغيرة على أرض الملعب. وعلى بقية اللاعبين البقاء خلف خط الرمية الحرة إلى أن تُنفذ الرمية. ويبدأ اللاعب في رمي الكرة فور سماع صفارة الحكم. وهذه الرمية شبيهة بضربة الجزاء في كرة القدم. ولكنها في الوقت نفسه أكثر شيوعًا وانتشارًا، وعادةً ما تحدث عدة مرات في اللعبة الواحدة.

#### حارس المرمى
حارس المرمى هو الشخص الوحيد الذي له الحق في التحرك بحرية داخل منطقة المرمى، ولكنه في الوقت نفسه لا يسمح له بتجاوز خط منطقة المرمى في أثناء حمل الكرة أو تنطيطها. وفي داخل منطقة المرمى، يسمح للحارس بملامسة الكرة بجميع أجزاء جسمه بما في ذلك قدميه
. كما أنه له الحق في مشاركة باقي زملائه في الفريق كلاعب عادي. وفي تلك الحالة، يمكن استبداله بلاعب آخر إذا كان فريقه يستخدم هذه الخطة لزيادة عدد لاعبي الدفاع عن العدد المسموح به. وما دام أن هذا اللاعب قد اختير كحارس مرمى على أرض الملعب، فعليه أن يرتدي قميصًا مختلفًا يميزه عن باقي زملائه في الفريق.
وإذا صوّب حارس المرمى الكرة بعيدًا عن الخط الخارجي للمرمى، فستظل الكرة في حوزة فريقه، وهذا على العكس من الرياضات الأخرى مثل كرة القدم المعروفة. ويستأنف حارس المرمى اللعب من خلال رمي الكرة من داخل منطقة المرمى (وهذا ما يعرف برمية حارس المرمى). وفي حالة قيام أحد اللاعبين بتمرير الكرة إلى حارس مرمى فريقه، فيحق للخصم خطف الكرة. ويعد رمي الكرة نحو رأس حارس المرمى وهو ثابت في مكانه مخالفة لقواعد اللعب وعقوبتها الطرد (باستخراج الكارت الأحمر).

### الجزاءات
توقع جزاءات على اللاعبين في حالة ارتكابهم مخالفات تستلزم العقاب، وليس مجرد رمية حرة. وتوقع هذه الجزاءات في حالة ارتكاب خطأ جسيم ضد أحد لاعبي الفريق المنافس (على سبيل المثال، الإمساك بأحد اللاعبين أو دفعه أو الاصطدام به أو طرحه أرضًا أو القفز عليه)، بالإضافة إلى لمس اللاعب من الجنب أو من الخلف. فجميع هذه التصرفات تعد مخالفةً لقواعد اللعب ويتعرض مرتكبها للجزاء. كما أن أية مخالفة لقواعد اللعب من شأنها أن تتسبب في منع فرصة أكيدة في إحراز هدف سيقابلها منح رمية جزاء للفريق الآخر.
وفي حالة إذا ما صدر عن لاعب سلوك غير قانوني على أرض الملعب، فسيجازيه الحكم بإخراج الكارت الأصفر إنذارًا له. أما إذا كان الخطأ جسيمًا، ففي هذه الحالة يقوم الحكم بإيقافه عن اللعب في الحال مدة دقيقتين، بدلاً من إنذاره. في الظدية، لا يُحرم اللاعب من اللعب مدة دقيقتين إلا بعد حصوله على إنذارين.ولو أُوقف لاعب 3 مرات عن اللعب مدة دقيقتين في كل مرة، فسيخرج له الحكم في المرة الرابعة كارتًا أحمرًا إذا صدر عنه سلوك مخالف لقواعد اللعب.
فالكارت الأحمر معناه طرد اللاعب من الملعب وإيقاف فريقه عن اللعب مدة دقيقتين. وقد يحصل اللاعب في بعض الحالات على كارت أحمر في الحال وذلك في حالات الجزاءات الصارمة والقاسية. على سبيل المثال، إذا قام لاعب بمسك أحد لاعبي الخصم من الخلف لمنعه من تسجيل هدف أثناء هجومه بسرعة باتجاه المرمى، فهذا السلوك يندرج ضمن المخالفات التي ينال اللاعب على ارتكابها كارتَأحمر. وعلى اللاعب الذي حصل على كارت أحمر الخروج من الملعب بالكامل. كما أنه يمكن استبداله بلاعب آخر، عقب مضي دقيقتين؛ مدة الإيقاف عن اللعب. والجزاءات لا توقع فقط على اللاعب، بل يمكن أيضًا معاقبة المدرب/الإداري إذا صدر منه سلوك غير قانوني. فإذا أُوقف مدرب/إداري مدة دقيقتين، فهذا يعني إيقاف أحد لاعبي الفريق عن اللعب مدة دقيقتين أيضًا – لاحظ أن المقصود من الجزاء ليس اللاعب نفسه، والذي يمكن استبداله بآخر، بل إن الجزاء يكمن في أنه بسبب خروج هذا اللاعب، أصبح فريق الخصم يزيد عدد لاعبيه عن هذا الفريق. وإذا اعتدى أحد اللاعبين على الحكم أو أحد اللاعبين أو أحد من الجمهور، فمن حق الحكم في هذه الحالة استبعاد اللاعب والإعلان عن ذلك من خلال الإشارة بذراعيه متصالبين؛ حيث أن هذه الإشارة تعني أنه على اللاعب الخروج من الملعب نهائيًا وحرمانه من اللعب حتى آخر المباراة وأن فريقه سيكمل بقية المباراة بدونه. وهذا الاستبعاد هو أشد جزاء يندرج ضمن قواعد كرة اليد.
وإذا فقد اللاعب الكرة أثناء الهجوم، فعليه في الحال قذف الكرة بسرعة وإلا سيُوقف عن اللعب مدة دقيقتين. وفي حالة تباطؤ أي لاعب في تنفيذ أوامر الحكم من خلال الاعتراض شفهيًا على هذه الأوامر والجدال في القرارات الصادرة عن الإداريين، فسيُوقف هذا اللاعب عن اللعب مدة دقيقتين. وإذا كان سلوك اللاعب في هذه الحالة استفزازيًا، فسيُوقف اللاعب مرةً ثانية عن اللعب مدة دقيقتين إذا لم يمتثل في الحال لقرار الحكم ويخرج بسرعة من الملعب إلى المقاعد بعد حصوله على هذا الجزاء، أو إذا رأى الحكم أن اللاعب يتعمد أن يتباطأ في تنفيذ الأوامر. والاستبدال غير القانوني؛ أي استبدال للاعب لا يُدخل منقطة الاستبدال المخصصة، أو دخول أحد اللاعبين إلى الملعب قبل خروج الآخر تكون عقوبته الإيقاف المؤقت مدة دقيقتين فقط .

## خطط اللعب

### تشكيلات الفريق على أرض الواقع.

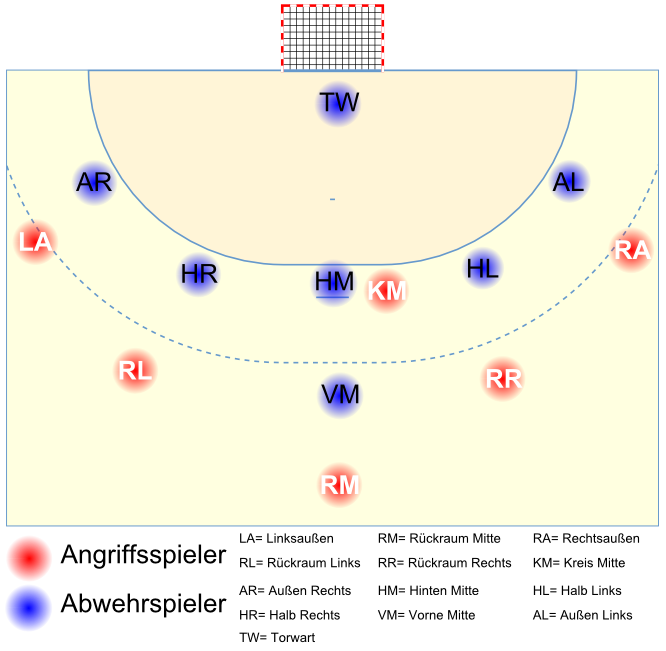
مراكز الهجوم (حمراء)، ومراكز لاعبي الدفاع (زرقاء)، في تشكيل (5-1) في خطة الدفاع(مقالات ألمانية)

عادة ما يسمى اللاعبون تبعًا لمواقعهم على أرض الملعب. ويبدأ تشكيل اللاعبين في كل فريق على أرض الملعب بدايةً من حارس المرمى، حتى يتسنى للمدافع على الجناح الأيمن التصدي لهجمات مهاجم الخصم على الجناح الأيسر. وعلى الرغم من ذلك، فإن المواقع الآتي ذكرها لا تكون مشغولة في جميع الأحوال؛ لأن ذلك يتوقف على تشكيل لاعبي الفريق على أرض الملعب والإيقاف المؤقت المحتمل حدوثه في أثناء المباراة.
الهجوم

### اللعب الهجومي
وتسود مهمة الهجوم في الملعب مثلها في ذلك مهمة الدفاع. وهناك ثلاثة أنواع للهجوم في كرة اليد والتي تختلف فيما بينها في السرعة. وهذه الهجمات  الثلاثة تُرتّب تنازليًا تبعًا لنسبة نجاحها كالتالي:

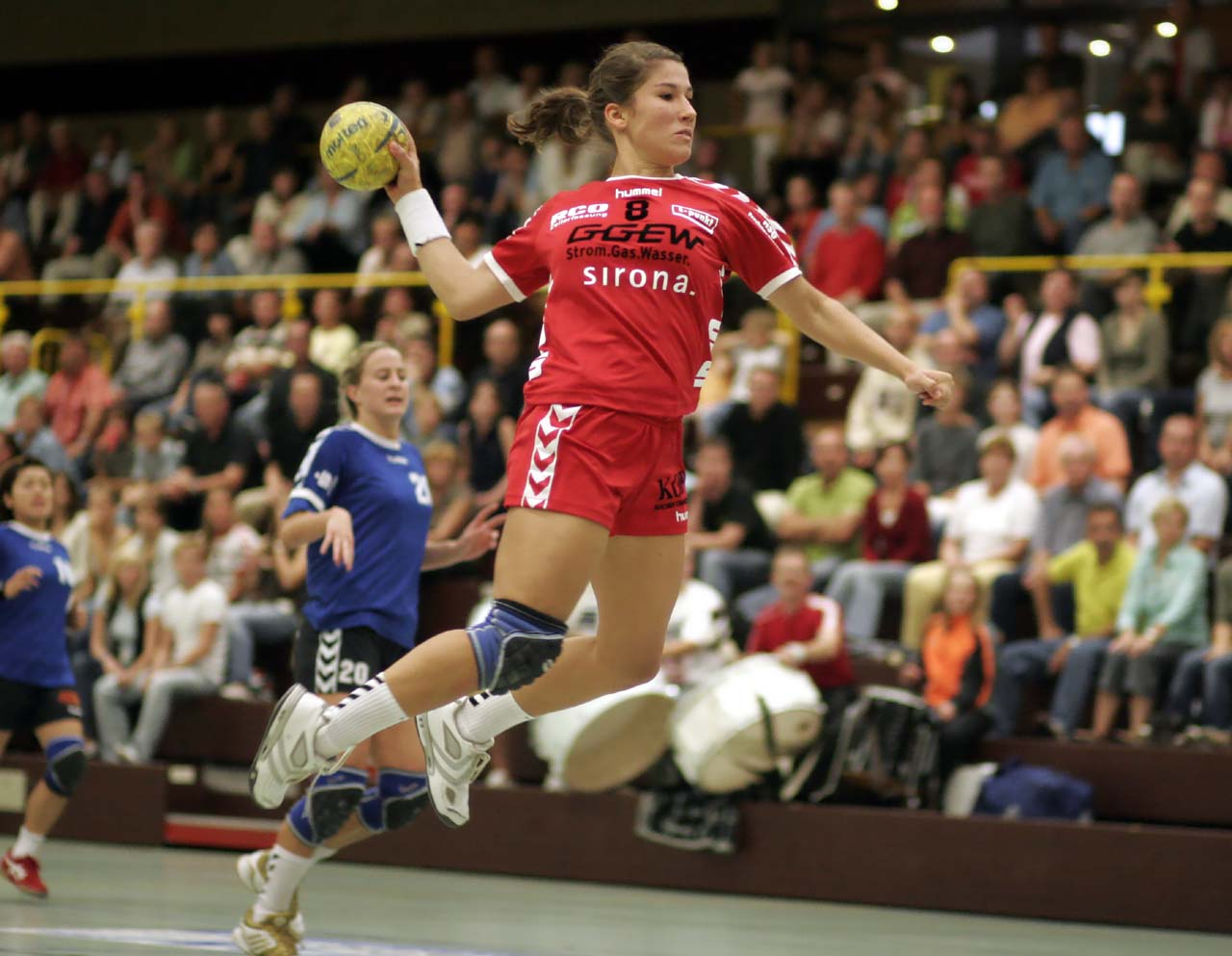
كرة اليد للسيدات -- رمية كرة بعد قفزة لإنهاء هجمة سريعة

الهجوم السريع الفردي
يحدث الهجوم السريع الفردي في حالة عدم وجود مدافعي الخصم حول الحدود الخارجية للمرمى. وتكون نسبة نجاحه كبيرة للغاية؛ حيث لا يوجد ما يمنع الرامي في طريقه نحو المرمى لإحراز هدف. ومثل هذه الهجمات عادةً ما تنفذ بعدما ينجح لاعب في اعتراض تمريرة أو خطف الكرة من لاعب الخصم، وإذا قام فريق الدفاع بالهجوم بسرعة. وعادةً ما يقوم أقصى الجناح الأيسر/أقصى الجناح الأيمن بشن الهجمات لأنه غير ملزم مثل غيره من اللاعبين بالدفاع. وفي حالة فقدان الاحتفاظ بالكرة من جانب أحد لاعبي الخصم، يقوم أي من هذين اللاعبين في الحال بالجري للأمام بأقصى سرعة ممكنة لخطف الكرة والجري بها إلى منتصف المسافة من مرمى الخصم. ولذا، يختص لاعبو هذين المركزين بمهارة فائقة في الجري.[بحاجة لمصدر]
الهجوم السريع الجماعي
إذا لم ينجح الهجوم السريع الفردي واتخذ بعض مدافعي الخصم مواقعهم حول منطقة المرمى، فقد حان الوقت في تنفيذ الهجوم السريع الجماعي. وفيه، يتقدم باقي اللاعبين للأمام من خلال تمريرات سريعة حتى يسد الثغرات الموجودة في صفوف مدافعي فريقهم. وإذا تمكن أي لاعب من الفريق الخصم من التقدم إلى حدود المرمى أو الإمساك بالكرة في هذه النقطة، فلن يمكن إيقافه من التقدم وإحراز هدف طبقًا لقوانين اللعبة. ومن هذا الموقع، ينجح هذا الهجوم بنسبة كبيرة للغاية ويتمكن اللاعب من إحراز هدف. ولقد أصبح الهجوم من هذا النوع أكثر أهميةً مع وجود قاعدة «الرمية السريعة الطائرة».[بحاجة لمصدر]
الهجوم المنظم (هجوم المراكز)
سرعان ما يزول نجاح الهجوم السريع الجماعي بمقدار كبير؛ حيث إن مدافعي الخصم بعدها يحاولون سد الفجوات الموجودة حول منطقة المرمى لتشكيل خط دفاع قوي. وفي الهجوم المنظم يستخدم المهاجمون أساليب هجوم معروفة والتي عادةً ما تتضمن تمرير الكرة بين المدافعين، الذين يقومون بعد ذلك بتمرير الكرة من خلال فجوة إلى لاعب الارتكاز أو يصوبون الكرة نحو الهدف من خلال القفز عاليًا من المنطقة الخلفية للمرمى أو يحاولون إبعاد دفاع الخصم عن الجناح.[بحاجة لمصدر]
ويصبح الهجوم المنظم هجومًا عاديًا عندما يصل جميع المدافعين إلى منطقة المرمى ويتخذون مواقعهم المعتادة. وبعض الفرق تستبدل بعض لاعبي الهجوم. غير أن هذا يعني أنه يتحتم على الفريق الخصم أن يبادر بالهجوم بعد التغيير الذي حدث في الفريق الآخر. وهذا يعود بالفائدة على الفريق الآخر خاصة الفرق التي يتمتع لاعبوها بالرشاقة وسرعة الحركة.[بحاجة لمصدر]
وفي حالة إذا ما تباطأ فريق الهجوم في تصويب الكرة ناحية مرمى الخصم، فمن حق حكم المباراة أن يعتبر ذلك لعبًا سلبيًا  (فمنذ عام 1995 تقريبًا، بدأ الحكام في إعطاء إنذار سلبي قبل الاعتبار الفعلي باللعب السلبي في المباراة، وذلك عن طريق رفع أحد يديه لأعلى في الهواء إشارةً منه إلى أنه يتحتم على فريق الهجوم تصويب الكرة باتجاه الهدف على الفور)، ومنح فريق الخصم حق السيطرة على الكرة. وستبدأ أية هجمة جديدة بالتصويب على مرمى الهدف أو ارتكاب أية مخالفة لقواعد اللعب والتي أسفرت عن إنذار اللاعب المخالف أو إيقافه عن اللعب مدة دقيقتين، مما يؤدي إلى تثبيط همة الفريق المعاقب. ولكن لن يمكن منع تصويب على المرمى أو عمل رمية حرة عادية.وفي حالة نجاح الدفاع في صد الكرة بعيدًا عن المرمى أو تنفيذ رمية حرة، فلا يترتب على ذلك بداية هجمة جديدة. وبذلك، لن يتمكن فريق الهجوم من تعطيل اللعب لفترة غير محددة؛ حيث يصعب عليه اعتراض أية تمريرة دون فتح الطريق المؤدي إلى مرمى الهدف في الوقت نفسه.[بحاجة لمصدر]

### اللعب الدفاعي
في العادة، يكون التشكيل خط الدفاع لفريق كرة اليد على أرض الملعب (6-0)؛ حيث يصطف جميع لاعبي الدفاع بين خط 6 متر وخط 9 متر لتكوين حائط صد. وقد يكون التشكيل (5-1)؛ حيث يقوم أحد اللاعبين بتصويب الكرة نحو المرمى عندما يتحرك خارج خط 9 متر، بينما يظل بقية لاعبي الدفاع الخمسة مصطافين عند خط 6 متر. أما التشكيل الأقل استخدامًا في كرة اليد، فهو (4-2) عندما يتقدم اثنان من المدافعين خارج خط الدفاع. وتستخدم الفرق التي يتمتع لاعبوها بمهارة فائقة في الجري التشكيل الدفاعي (3-3)، الذي يشبه وضع مراقب على كل لاعب. ومما لا شك فيه أن الأسلوب الخاص بتشكيل اللاعبين من مهاجمين ومدافعين على أرض الملعب يختلف بدرجة كبيرة من دولة لأخرى؛ حيث أن لكل دولة خطة اللعب الخاصة بها. وفي بعض الأحيان يطلق على التشكيل الدفاعي (6-0) «الدفاع المباشر»، بينما يطلق على باقي أنماط التشكيل «الدفاع الهجومي».[بحاجة لمصدر]

## تنظيم المباريات
عادةً ما تُنظم فرق كرة اليد في شكل نوادٍ. وعلى المستوى المحلي تُنظم النوادي في صورة اتحادات تنظم مباريات بين فرقها كجزء من دوري أو كؤوس.

### الهيئات الدولية
يعد الاتحاد الدولي لكرة اليد الهيئة الإدارية والمنظمة لرياضة كرة اليد على مستوى العالم. والاتحاد الدولي مسئول عن تنظيم بطولات عالمية مختلفة للرجال وللسيدات وفي سنوات متبادلة. وتقام مباريات الدور النهائي في واحدة من الدول الأعضاء بالاتحاد. وفازت بلقب البطولة آخر مرة فرنسا (في كرة اليد للرجال) وروسيا (في كرة اليد للسيدات). وجدير بالذكر، يتألف الاتحاد الدولي لكرة اليد من خمس اتحادات قارية مهمتها تنظيم بطولات القارات التي تعقد بصفة دورية كل عامين. وبالإضافة إلى هذه المسابقات التي تتنافس فيها المنتخبات القومية، يقوم الاتحاد بتنظيم مباريات دولية بين الأندية. ويعرض الجدول التالي ملخصًا لأهم الاتحادات الخاصة برياضة كرة اليد والدورات التي تنظمها والفرق المشتركة فيها:
| الاتحاد الدولي لكرة اليد                        | الاتحاد الدولي لكرة اليد | الاتحاد الدولي لكرة اليد | الاتحاد الدولي لكرة اليد                                           |
| ----------------------------------------------- | --- | --- | ------------------------------------------------------------------ |
| البطولة                                         | بطولة العالم في كرة اليد للرجال – بطولة العالم في كرة اليد للسيدات | بطولة العالم في كرة اليد للرجال – بطولة العالم في كرة اليد للسيدات | بطولة العالم في كرة اليد للرجال – بطولة العالم في كرة اليد للسيدات |
| النادي                                          | بطولة العالم لكرة اليد للأندية "سوبر جلوب" | بطولة العالم لكرة اليد للأندية "سوبر جلوب" | بطولة العالم لكرة اليد للأندية "سوبر جلوب"                         |
| الأعضاء                                         | | |                                                                    |
| آسيا – الاتحاد الآسيوي لكرة اليد                | | |                                                                    |
| البطولة                                         | البطولة الآسيوية في كرة اليد للسيدات – البطولة الآسيوية في كرة اليد للرجال | البطولة الآسيوية في كرة اليد للسيدات – البطولة الآسيوية في كرة اليد للرجال |                                                                    |
| النادي                                          | بطولة الأندية الأسيوية لأبطال الدوري في كرة اليد | بطولة الأندية الأسيوية لأبطال الدوري في كرة اليد |                                                                    |
| الأعضاء                                         | أفغانستان. • البحرين. • بنغلاديش. • الصين. • تيباي الصينية. • هونغ كونغ. • الهند. • إيران. • العراق. • اليابان. • الأردن. • كازاخستان. • الكويت. • كازجستان. • لبنان. • ماكاو. • ماليزيا. • منغوليا. • نيبال. • كوريا الشمالية. • عمان. • باكستان. • فلسطين. • الفلبين. • قطر. • السعودية. • كوريا الجنوبية. • سوريا. • طاجكستان. • تايلاند. • تركمنستان. • الإمارات العربية المتحدة. • أوزبكستان. • فيتنام. • اليمن | أفغانستان. • البحرين. • بنغلاديش. • الصين. • تيباي الصينية. • هونغ كونغ. • الهند. • إيران. • العراق. • اليابان. • الأردن. • كازاخستان. • الكويت. • كازجستان. • لبنان. • ماكاو. • ماليزيا. • منغوليا. • نيبال. • كوريا الشمالية. • عمان. • باكستان. • فلسطين. • الفلبين. • قطر. • السعودية. • كوريا الجنوبية. • سوريا. • طاجكستان. • تايلاند. • تركمنستان. • الإمارات العربية المتحدة. • أوزبكستان. • فيتنام. • اليمن |                                                                    |
| أفريقيا - الاتحاد الإفريقي لكرة اليد            | | |                                                                    |
| البطولة                                         | بطولة الأمم الإفريقية لكرة اليد | بطولة الأمم الإفريقية لكرة اليد |                                                                    |
| النادي                                          | دوري الأبطال – كأس الكؤوس الإفريقية | دوري الأبطال – كأس الكؤوس الإفريقية |                                                                    |
| الأعضاء                                         | المغرب. • أنغولا. • بروندي. • بنين. • الكاميرون. • جمهورية كيب فرد. • جمهورية أفريقيا الوسطى. • تشاد. • جزر القمر. • الكونغو. • جمهورية الكونغو الديمقراطية. • جيبوتي. • مصر. • إثيوبيا. • جابون. • غامبيا. • غانا. • غينيا. • غينيا بساو. • ساحل العاج. • كينيا. • ليسوتو. • ليبريا. • ليبيا. • مدغشقر. • مالي. • موريتانيا. • موريشيوس. • . • موزنبيق. • ناميبيا. • نيجيريا. • النيجر. • رواندا. • السنغال. • سيشل. • سيراليون. • الصومال. • جنوب أفريقيا. • السودان. • تنزانيا. • توجو. • تونس. • أوغندا. • زامبيا. • زيمبابوي • الجزائر.                                                                 | المغرب. • أنغولا. • بروندي. • بنين. • الكاميرون. • جمهورية كيب فرد. • جمهورية أفريقيا الوسطى. • تشاد. • جزر القمر. • الكونغو. • جمهورية الكونغو الديمقراطية. • جيبوتي. • مصر. • إثيوبيا. • جابون. • غامبيا. • غانا. • غينيا. • غينيا بساو. • ساحل العاج. • كينيا. • ليسوتو. • ليبريا. • ليبيا. • مدغشقر. • مالي. • موريتانيا. • موريشيوس. • . • موزنبيق. • ناميبيا. • نيجيريا. • النيجر. • رواندا. • السنغال. • سيشل. • سيراليون. • الصومال. • جنوب أفريقيا. • السودان. • تنزانيا. • توجو. • تونس. • أوغندا. • زامبيا. • زيمبابوي • الجزائر.                                                                 |                                                                    |
| أمريكا – اتحاد الدول الأمريكية لكرة اليد        | | |                                                                    |
| البطولة                                         | البطولة الأمريكية لكرة اليد | البطولة الأمريكية لكرة اليد |                                                                    |
| الأعضاء                                         | الأرجنتين. • باربادوس. • البرازيل. • كندا. • تشيلي. • كولومبيا. • كوستاريكا. • كوبا. • جمهورية الدومينيكان. • الإكوادور. • السلفادور. • غرينلاند. • جواتيمالا. • هايتي. • هندوراس. • المكسيك. • نيكاراجوا. • بنما. • باراغواي. • بورتوريكو. • ترنداد وتوباجو. • الولايات المتحدة. • أوراجوي. • فنزويلا | الأرجنتين. • باربادوس. • البرازيل. • كندا. • تشيلي. • كولومبيا. • كوستاريكا. • كوبا. • جمهورية الدومينيكان. • الإكوادور. • السلفادور. • غرينلاند. • جواتيمالا. • هايتي. • هندوراس. • المكسيك. • نيكاراجوا. • بنما. • باراغواي. • بورتوريكو. • ترنداد وتوباجو. • الولايات المتحدة. • أوراجوي. • فنزويلا |                                                                    |
| قارة أوقيانوسيا - الاتحاد الأوقيانوسي لكرة اليد | | |                                                                    |
| البطولة                                         | كأس الأمم الأوقيانوسية لكرة اليد | كأس الأمم الأوقيانوسية لكرة اليد |                                                                    |
| النادي                                          | كأس ابطال أوقيانوسيا | كأس ابطال أوقيانوسيا |                                                                    |
| الأعضاء                                         | أستراليا. • جزر الكوك. • نيوزيلندا. • ساموا. • فانواتا. • بولينيسيا الفرنسية. • نيوكاليدونيا. • واليس وفيوتنا | أستراليا. • جزر الكوك. • نيوزيلندا. • ساموا. • فانواتا. • بولينيسيا الفرنسية. • نيوكاليدونيا. • واليس وفيوتنا |                                                                    |
| أوروبا – الاتحاد الأوروبي لكرة اليد             | | |                                                                    |
| البطولة                                         | البطولة الأوروبية لكرة اليد للسيدات – البطولة الأوروبية لكرة اليد للرجال | البطولة الأوروبية لكرة اليد للسيدات – البطولة الأوروبية لكرة اليد للرجال |                                                                    |
| النادي                                          | السيدات: | دوري الأبطال. • كأس الكؤوس الأوروبية. • كأس الاتحاد الأوروبي لكرة اليد. • كأس التحدي. • بطولة كأس الأبطال |                                                                    |
| النادي                                          | الرجال: | دوري الأبطال. • كأس الكؤوس الأوروبية. • كأس الاتحاد الأوروبي لكرة اليد. • كأس التحدي. • بطولة كأس الأبطال |                                                                    |
| الأعضاء                                         | ألبانيا. • أرمينيا. • النمسا. • أذربيجان. • روسيا البيضاء. • بلجيكا. • البوسنة والهرسك. • بلغاريا. • كرواتيا. • قبرص. • الجمهورية التشيكية. • الدانمارك. • إنجلترا. • إستونيا. • جزر الفارو. • فنلندة. • فرنسا. • جورجيا. • ألمانيا. • اليونان. • المجر. • أيسلندا. • أيرلندا. • إسرائيل. • إيطاليا. • لاتفيا. • ليكتنستنين. • ليتوانيا. • لوكسومبورغ. • مقدونيا. • مالطا. • مولدوفا. • موناكو. • الجبل الأسود. • هولندا. • النرويج. • بولندا. • البرتغال. • رومانيا. • روسيا. • اسكتلندا. • صربيا. • سلوفاكيا. • سلوفينيا. • إسبانيا. • السويد. • سويسرا. • تركيا. • أوكرانيا. • بريطانيا العظمى . • كوسوفا | ألبانيا. • أرمينيا. • النمسا. • أذربيجان. • روسيا البيضاء. • بلجيكا. • البوسنة والهرسك. • بلغاريا. • كرواتيا. • قبرص. • الجمهورية التشيكية. • الدانمارك. • إنجلترا. • إستونيا. • جزر الفارو. • فنلندة. • فرنسا. • جورجيا. • ألمانيا. • اليونان. • المجر. • أيسلندا. • أيرلندا. • إسرائيل. • إيطاليا. • لاتفيا. • ليكتنستنين. • ليتوانيا. • لوكسومبورغ. • مقدونيا. • مالطا. • مولدوفا. • موناكو. • الجبل الأسود. • هولندا. • النرويج. • بولندا. • البرتغال. • رومانيا. • روسيا. • اسكتلندا. • صربيا. • سلوفاكيا. • سلوفينيا. • إسبانيا. • السويد. • سويسرا. • تركيا. • أوكرانيا. • بريطانيا العظمى . • كوسوفا |                                                                    |

وأخيرًا، تعد كرة اليد من الرياضات الأولمبية التي تقام ضمن الألعاب الأولمبية في خلال فصل الصيف. كما أنها تدخل تحت الألعاب التي تقام في الدول الأمريكية والألعاب الإفريقية والألعاب الآسيوية.

### المسابقات القومية
- البوسنة والهرسك: بطولة البوسنة والهرسك لكرة اليد كرة اليد ...........................................
- كرواتيا: الدوري الكرواتي الأول في كرة اليد
- الدانماراك: الدوري الدانماركي «GuldBageren Ligaen، CBB Mobil Ligaen»
- ألمانيا: بطولة Bundesliga الألمانية لكرة اليد
- اليونان: بطولة كرة اليد اليونانية للرجال
- المجر: بطولة كرة اليد المجرية للرجال
- أيسلندا: الدوري الأيسلندي لكرة اليد
- الجبل الأسود: الدوري الأول في كرة اليد للرجال
- بولندا: الدوري البولندي في كرة اليد للرجال، والدوري البولندي في كرة اليد للسيدات
- البرتغال: الدوري البرتغالي لكرة اليد
- سلوفينيا: الدوري الأول لكرة اليد
- إسبانيا: الدوري الإسباني لكرة اليد
- السويد: دوري الدرجة الأولى السويدي

## مواضيع ذات صلة
- كرة القدم
- كرة الدراجات النارية
- كرة الدراجات الهوائية